# Grand Prix de Wallonie 2005
La 46e édition du Grand Prix de Wallonie a eu lieu le 14 septembre 2005. Elle a été remportée par le Belge Nick Nuyens.

## Classement final
Nick Nuyens remporte la course en parcourant les 193,1 kilomètres en 4 h 24 min 24 s à la vitesse moyenne de 43,819 km/h.
| Classement final, | Classement final, | Classement final, | Classement final,       | Classement final,  |
|                   | Coureur           | Pays              | Équipe                  | Temps              |
| ----------------- | ----------------- | ----------------- | ----------------------- | ------------------ |
| 1er               | Nick Nuyens       | Belgique          | Quick Step-Innergetic   | en 4 h 24 min 24 s |
| 2e                | Björn Leukemans   | Belgique          | Davitamon-Lotto         | m.t                |
| 3e                | Igor Abakoumov    | Belgique          | Jartazi-Revor           | m.t                |
| 4e                | Kurt-Asle Arvesen | Norvège           | CSC                     | m.t                |
| 5e                | Sergueï Lagoutine | Ouzbékistan       | Landbouwkrediet-Colnago | m.t                |
| 6e                | Christophe Rinero | France            | RAGT Semences           | m.t                |
| 7e                | Andy Schleck      | Luxembourg        | CSC                     | m.t                |
| 8e                | Jon Bru           | Espagne           | Kaiku-Caja Rural        | + 3 s              |
| 9e                | John Gadret       | France            | Jartazi-Revor           | + 5 s              |
| 10e               | Tom Boonen        | Belgique          | Quick Step-Innergetic   | + 12 s             |
| modifier          |                   |                   |                         |                    |